# Theoktistos
Theoktistos (mittelgriechisch Θεόκτιστος; † 20. November 855 in Konstantinopel) war ein byzantinischer Politiker am Hof der Kaiserin Theodora II. (842–856).

## Leben
Theoktistos, der mit großer Wahrscheinlichkeit ein Eunuch war, erscheint zuerst im Jahr 820, als er die erfolgreiche Usurpation Michaels II. gegen Leo V. unterstützte und hierfür mit der Patrikios-Würde belohnt wurde. Der Nachfolger Michaels II., Kaiser Theophilos, bestimmte Theoktistos kurz vor seinem Tod 842 zu einem der Regenten für seinen minderjährigen Sohn Michael III. In diesem Gremium, das nominell von Theophilos’ Witwe Theodora und deren ältester Tochter Thekla geleitet wurde, hielt Theoktistos als Logothet des Dromos faktisch die politischen Zügel in den Händen. Als sogenannter Paradynasteuon erlangte er zwischen 842 und 855 bei Hofe eine ähnliche Machtfülle, wie sie bereits der Eunuch Aëtios unter Kaiserin Irene besessen hatte.
843 leitete Theoktistos eine Flottenexpedition gegen das von den Sarazenen besetzte Kreta, die ebenso erfolglos blieb wie ein Feldzug gegen den Emir von Melitene, den er im Jahr darauf zusammen mit Bardas, dem Bruder der Kaiserin, anführte. Kirchenpolitisch wird Theoktistos ein maßgeblicher Einfluss auf den Kurswechsel zugeschrieben, der im März 843 zur Absetzung des bilderfeindlichen Patriarchen Johannes VII. Grammatikos und zur offiziellen Wiederherstellung der Ikonenverehrung sowie zur scharfen Verfolgung der häretischen Paulikianer führte, die sich unter ihrem Führer Karbeas in Zentralanatolien selbstständig machten.
Da Theodora und Theoktistos offenbar die Erziehung des jungen Michael vernachlässigten, geriet dieser zunehmend unter den Einfluss seines Onkels Bardas, der in scharfer Rivalität zu dem mächtigen Minister stand. Vermutlich unterstützte Theoktistos die Kaiserin auch in ihrem Bestreben, die Heirat ihres Sohnes mit seiner Mätresse Eudokia Ingerina zu verhindern, und zog sich damit dessen Missgunst zu. Am 20. November 855 wurde Theoktistos mit Michaels Billigung ermordet, wenig später wurden auch Theodora und Thekla als Regentinnen entmachtet.
Theoktistos wird in den orthodoxen Kirchen als Heiliger verehrt (Tag: 20. November).